# Suma directa de módulos
Un coproducto {\displaystyle (A_{i})_{i\in I}} de objetos en una categoría {\displaystyle C}, es un objeto {\displaystyle S} de {\displaystyle C}, junto a una familia de morfismos {\displaystyle f_{i}\colon A_{i}\to S} ({\displaystyle i\in I}) tal que para cualquier objeto {\displaystyle B} y una familia de morfismos {\displaystyle g_{i}\colon A_{i}\to B}, existe un único morfismo {\displaystyle g\colon S\to B} tal que {\displaystyle g\circ f_{i}=g_{i}}. 
No hay una notación uniforme para los coproductos o sumas directas y algunas veces se denota {\displaystyle \bigoplus _{i\in I}A_{i}}. 

## Ejemplos
- Consideremos un anillo R y la categoría de R-módulos por la izquierda. En este caso, la suma directa de una familia de R-módulos existe y es única. La construcción se puede hacer de la siguiente manera:

Sea {\displaystyle (A_{i})_{i\in I}} una familia de R-módulos por la izquierda, entonces definimos
{\displaystyle S:=\{(a_{i})_{i\in I}:a_{i}\in A_{i}} y todos los {\displaystyle a_{i}} son cero, excepto un número finito de ellos {\displaystyle \}}, y definimos
{\displaystyle f_{i}\colon A_{i}\to S} como la inclusión de {\displaystyle A_{i}} en la i-ésima coordenada de S.
Y definimos la suma de elementos en S, y el producto escalar, de un elemento {\displaystyle k\in } R por uno de S de la siguiente manera, coordenada a coordenada:
{\displaystyle (a_{i})_{i\in I}+(b_{i})_{i\in I}:=(a_{i}+b_{i})_{i\in I}}
{\displaystyle k(a_{i})_{i\in I}:=(ka_{i})_{i\in I}}
- Un caso particular de lo anterior es el caso en que R es cuerpo, es decir cuando estamos en la categoría de espacios vectoriales sobre un cuerpo dado. En este caso, dado V espacio vectorial y W, U dos subespacios de V, tales que {\displaystyle W\cap U=\{0\}}, podemos definir la suma directa interna, denotada {\displaystyle W\oplus U}, como el subespacio generado por W y U. No es difícil probar que este subespacio es isomorfo a la suma directa definida en el punto anterior.

- Otro caso es la suma directa de grupos abelianos, ya que la categoría de grupos abelianos es equivalente a la categoría de {\displaystyle \mathbb {Z} }-módulos.

## Suma directa de espacios vectoriales
Dados dos subespacios vectoriales {\displaystyle F_{1},F_{2}} de un espacio vectorial {\displaystyle E}, podemos definir la suma directa interna de {\displaystyle F_{1},F_{2}}, y diremos que {\displaystyle F_{1}} y {\displaystyle F_{2}} están en suma directa, si, y sólo si, para todo elemento {\displaystyle u\in F_{1}+F_{2}} existe una única pareja {\displaystyle (u_{1},u_{2})\in F_{1}\times F_{2}} tal que {\displaystyle u=u_{1}+u_{2}}. En este caso, escribiremos {\displaystyle F_{1}\oplus F_{2}}. En este caso se puede decir también que la suma {\displaystyle F_{1}+F_{2}} es directa.
Dicho de otro modo, la suma de dos subespacios vectoriales {\displaystyle F_{1}} y {\displaystyle F_{2}} es directa si la descomposición de todo elemento de {\displaystyle F_{1}+F_{2}} como suma de un elemento de {\displaystyle F_{1}} y un elemento de {\displaystyle F_{2}} es única.
Esta noción se puede generalizar a familias finitas de subespacios de {\displaystyle E}. Diremos que {\displaystyle \{F_{1},\dots ,F_{k}\}} están en suma directa si, y sólo si, para todo elemento de la suma {\displaystyle F_{1}+\dots +F_{k}}, existe una única {\displaystyle k}-tupla {\displaystyle (u_{1},\dots ,u_{k})\in F_{1}\times \dots \times F_{k}} tal que {\displaystyle u=u_{1}+\dots +u_{k}}.
En dimensión finita, tenemos la siguiente caracterización de que una familia de subespacios estén en suma directa:
| Sean {\displaystyle E} un espacio vectorial de dimensión finita, {\displaystyle F_{1},\dots ,F_{r}\subseteq E} subespacios vectoriales y {\displaystyle u_{1},\dots ,u_{r}} con {\displaystyle u_{i}\in F_{i}\quad \forall i\in \{1,\dots ,r\}}. Son equivalentes: {\displaystyle (1)\quad F_{1}\oplus \dots \oplus F_{r}} {\displaystyle (2)\quad u_{1}+\dots +u_{r}=0\Rightarrow u_{i}=0\quad \forall i\in \{1,\dots ,r\}} {\displaystyle (3)\quad B_{F_{i}}} es base de {\displaystyle F_{i}\Rightarrow B_{F_{1}}\cup \dots \cup B_{F_{r}}} es base de {\displaystyle F:=F_{1}+\dots +F_{r}} {\displaystyle (4)\quad \dim(F_{1}+\dots +F_{r})=\dim F_{1}+\dots +\dim F_{r}} {\displaystyle (5)\quad \forall i\in \{1,\dots ,r\}\quad F_{i}\cap \left(\sum _{j\neq i}{F_{j}}\right)=\{0\}} |
| {\displaystyle (1)\Rightarrow (2):} Supongamos que {\displaystyle u_{1}+\dots u_{r}=0}. Tenemos que, en particular, para {\displaystyle u_{1}=\dots =u_{r}=0,\quad u_{1}+\dots +u_{r}=0}, pero, por {\displaystyle (1)}, la forma de escribir {\displaystyle 0} como suma de vectores de {\displaystyle F_{i}} es única, por lo que necesariamente {\displaystyle u_{1}=\dots =u_{r}=0}. {\displaystyle (2)\Rightarrow (3):} Por definición, tenemos que, para cada {\displaystyle i}, {\displaystyle F_{i}=\operatorname {span} (B_{F_{i}})}, por lo que {\displaystyle F=F_{1}+\dots +F_{r}=\operatorname {span} (B_{F_{1}}\cup \dots \cup B_{F_{r}})}. Por lo tanto, el conjunto que queremos ver que es base es generador. Sólo hace falta ver, por tanto, que es linealmente independiente. Lo vemos por definición: Supongamos que {\displaystyle (\alpha _{1,F_{1}}u_{1,F_{1}}+\dots +\alpha _{d_{1},F_{1}}u_{d_{1},F_{1}})+\dots +(\alpha _{1,F_{r}}u_{1,F_{r}}+\dots +\alpha _{d_{r},F_{r}}u_{d_{r},F_{r}})=0}, con {\displaystyle d_{i}=\dim F_{i}} y {\displaystyle B_{F_{i}}=\{u_{j,F_{i}}\}_{1}^{d_{i}}} y {\displaystyle \alpha } escalares. Sólo tenemos que ver que todos estos {\displaystyle \alpha } son iguales a {\displaystyle 0}. Observamos que cada paréntesis de la anterior suma se puede considerar como un {\displaystyle u_{i}\in F_{i}}. Así, la anterior condición es equivalente a {\displaystyle u_{1}+\dots +u_{r}=0,\quad u_{i}\in F_{i}\quad \forall i\in \{1,\dots ,r\}}. Pero por hipótesis {\displaystyle (2)} esto significa que {\displaystyle u_{i}=0\quad \forall i\in \{1,\dots ,r\}} y, por tanto, que {\displaystyle \alpha _{j,F_{i}}=0\quad \forall i\in \{1,\dots ,r\},j\in \{1,\dots d_{i}\}}. Por tanto, por definición, los vectores de todas las bases son linealmente independientes entre ellos y, así, la unión de todas forma una base de la suma de subespacios, como queríamos. {\displaystyle (3)\Rightarrow (4):} Por definición de dimensión, la dimensión de {\displaystyle F_{1}+\dots +F_{r}} es el número de vectores linealmente independientes en {\displaystyle B_{F_{1}}\cup \dots \cup B_{F_{r}}}, que genera el espacio {\displaystyle F_{1}+\dots +F_{r}} (es decir, es el cardinal de una base). Pero, por hipótesis {\displaystyle (3)}, todos lo vectores de {\displaystyle B_{F_{1}}\cup \dots \cup B_{F_{r}}} son linealmente independientes entre ellos, por lo que {\displaystyle \dim(F_{1}+\dots +F_{r})=}\|{\displaystyle B_{F_{1}}}\|{\displaystyle +\dots +}\|{\displaystyle B_{F_{r}}}\|{\displaystyle {\overset {\text{def}}{=}}\dim F_{1}+\dots +\dim F_{r}}. {\displaystyle (4)\Rightarrow (5):} Fijamos {\displaystyle i\in \{1,\dots ,r\}} arbitrario. Aplicamos la fórmula de Grassmann a {\displaystyle F_{i}\cap \left(\sum _{j\neq i}{F_{j}}\right)}: {\displaystyle \dim \left(F_{i}\cap \left(\sum _{j\neq i}{F_{j}}\right)\right)+\dim(F_{1}+\dots +F_{r}){\overset {\text{Grassmann}}{=}}\dim F_{i}+\dim \left(\sum _{j\neq i}{F_{j}}\right){\overset {{\text{Grassmann a }}\sum _{j\neq i}{F_{j}}}{\leq }}\dim F_{i}+\sum _{j\neq i}\dim F_{j}=} {\displaystyle =\dim F_{1}+\dots +\dim F_{r}{\overset {(4)}{=}}\dim(F_{1}+\dots +F_{r})\Rightarrow \dim \left(F_{i}\cap \left(\sum _{j\neq i}{F_{j}}\right)\right)\leq 0{\overset {\text{def}}{\Rightarrow }}\dim \left(F_{i}\cap \left(\sum _{j\neq i}{F_{j}}\right)\right)=0\Rightarrow F_{i}\cap \left(\sum _{j\neq i}{F_{j}}\right)=\{0\}} {\displaystyle (5)\Rightarrow (1):} Para ver que la suma es directa, tenemos que ver que hay una única forma de escribir cualquier vector {\displaystyle u\in F_{1}+\dots +F_{r}} como suma de vectores de {\displaystyle F_{1},\dots ,F_{r}}. Sea, pues, {\displaystyle u\in F_{1}+\dots +F_{r}} arbitrario y supongamos que {\displaystyle v_{1}+\dots +v_{r}=u=u_{1}+\dots +u_{r}}, con {\displaystyle u_{i},v_{i}\in F_{i}\quad \forall i\in \{1,\dots ,r\}}. Fijamos {\displaystyle i\in \{1,\dots ,r\}} arbitrario y despejamos de la anterior ecuación {\displaystyle v_{i}-u_{i}}: {\displaystyle {\underset {\in F_{i}}{\underbrace {v_{i}-u_{i}} }}={\underset {\in \sum _{j\neq i}{F_{j}}}{\underbrace {\sum _{j\neq i}{(u_{j}-v_{j})}} }}\in F_{i}\cap \left(\sum _{j\neq i}{F_{j}}\right){\overset {(5)}{\Rightarrow }}v_{i}-u_{i}=0\Rightarrow v_{i}=u_{i}} Y esto para cualquier {\displaystyle i\in \{1,\dots ,r\}}, pues este era arbitrario. Por tanto, la forma de expresar {\displaystyle u} como combinación de vectores de {\displaystyle F_{1},\dots ,F_{r}} es única, por lo que la suma es directa {\displaystyle \quad \square } |

En dimensión cualquiera, sólo son ciertos aquellos apartados donde no se utiliza que la dimensión sea finita para construir bases o hablar de la fórmula de Grassmann, es decir, en dimensión arbitraria, tenemos la siguiente caracterización:
| Sean {\displaystyle E} un espacio vectorial, {\displaystyle F_{1},\dots ,F_{r}\subseteq E} subespacios vectoriales y {\displaystyle u_{1},\dots ,u_{r}} con {\displaystyle u_{i}\in F_{i}\quad \forall i\in \{1,\dots ,r\}}. Son equivalentes: {\displaystyle (1)\quad F_{1}\oplus \dots \oplus F_{r}} {\displaystyle (2)\quad u_{1}+\dots +u_{r}=0\Rightarrow u_{i}=0\quad \forall i\in \{1,\dots ,r\}} {\displaystyle (5)\quad \forall i\in \{1,\dots ,r\}\quad F_{i}\cap \left(\sum _{j\neq i}{F_{j}}\right)=\{0\}} |
| La demostración la equivalencia se hace de forma circular, como la anterior. De hecho, las demostraciones de {\displaystyle (1)\Rightarrow (2)} y {\displaystyle (5)\Rightarrow (1)} no hacían uso de que la dimensión fuera finita, por lo que se pueden reproducir exactamente igual aquí. Por tanto, sólo queda ver que {\displaystyle (2)\Rightarrow (5)}: {\displaystyle (2)\Rightarrow (5):} Fijamos {\displaystyle i\in \{1,\dots ,r\}} arbitrario y consideramos {\displaystyle u\in F_{i}\cap \left(\sum _{j\neq i}{F_{j}}\right)}. Si vemos que, necesariamente, {\displaystyle u=0}, habremos acabado. Tenemos que {\displaystyle u\in F_{i}} y que {\displaystyle u\in \sum _{j\neq i}{F_{j}}\Rightarrow \exists u_{1},\dots u_{i-1},u_{i+1},\dots ,u_{r}} tales que {\displaystyle u=u_{1}+\dots +u_{i-1}+u_{i+1}+\dots +u_{r}\Rightarrow u_{1}+\dots +u_{i-1}+-u+u_{i+1}+\dots +u_{r}=0}. Como {\displaystyle F_{i}} es un subespacio vectorial, {\displaystyle u\in F_{i}\Rightarrow -u\in F_{i}}, por lo que la expresión anterior es del tipo de {\displaystyle (2)}, lo que nos permite concluir que {\displaystyle u_{1}=\dots =u_{i-1}=u=u_{i+1}=\dots =u_{r}=0} y, en particular, que {\displaystyle u=0}, como queríamos demostrar. {\displaystyle \quad \square } |

### Resultados clásicos relacionados con la suma directa
Los siguientes resultados relacionados con la suma directa son clásicos:
- Dados {\displaystyle E} un espacio vectorial sobre un cuerpo {\displaystyle \mathbb {K} } de dimensión finita y {\displaystyle f} un endomorfismo de {\displaystyle E} con valores propios {\displaystyle \lambda _{1},\dots ,\lambda _{r}} distintos dos a dos, si denotamos {\displaystyle E_{i}} el espacio propio del valor propio {\displaystyle \lambda _{i}}, entonces {\displaystyle E_{1}\oplus \dots \oplus E_{r}}. La demostración de esto se puede ver en el artículo sobre diagonalización.
- Dado {\displaystyle E} un espacio vectorial sobre un cuerpo {\displaystyle \mathbb {K} } de dimensión finita, para cualquier subespacio {\displaystyle F\subseteq E}, se tiene que {\displaystyle E=F\oplus F^{\perp }}, con {\displaystyle F^{\perp }} el complemento ortogonal de {\displaystyle F}. La demostración de esto se puede ver en el artículo sobre el complemento ortogonal.
- Dados {\displaystyle E} un espacio vectorial sobre un cuerpo {\displaystyle \mathbb {K} } de dimensión finita, {\displaystyle f} un endomorfismo de {\displaystyle E} y un polinomio {\displaystyle p\in \mathbb {K} [t]} anulador de {\displaystyle f}, i.e. {\displaystyle p(f)=0}, que descompone en factores irreducibles como {\displaystyle p=p_{1}\cdot \dots \cdot p_{r}}, se tiene que {\displaystyle E=\ker p_{1}(f)\oplus \dots \oplus \ker p_{r}(f)}.  Por el teorema de Cayley-Hamilton este polinomio  puede ser, por ejemplo, el polinomio característico de {\displaystyle f}. Se puede demostrar que para cualquier polinomio, {\displaystyle \ker p(f)} es un subespacio invariante por {\displaystyle f}. Por tanto, el anterior teorema afirma que para cualquier endomorfismo {\displaystyle f} de {\displaystyle E}, podemos descomponer {\displaystyle E} como suma directa de subespacios invariantes por {\displaystyle f}. La demostración de todo esto se puede ver en el artículo sobre subespacios invariantes.